# Comté de Newton (Arkansas)
Pour les articles homonymes, voir Newton et Comté de Newton.
Le comté de Newton est un comté de l'État de l'Arkansas aux États-Unis. Son siège est Jasper. C'est un dry county.

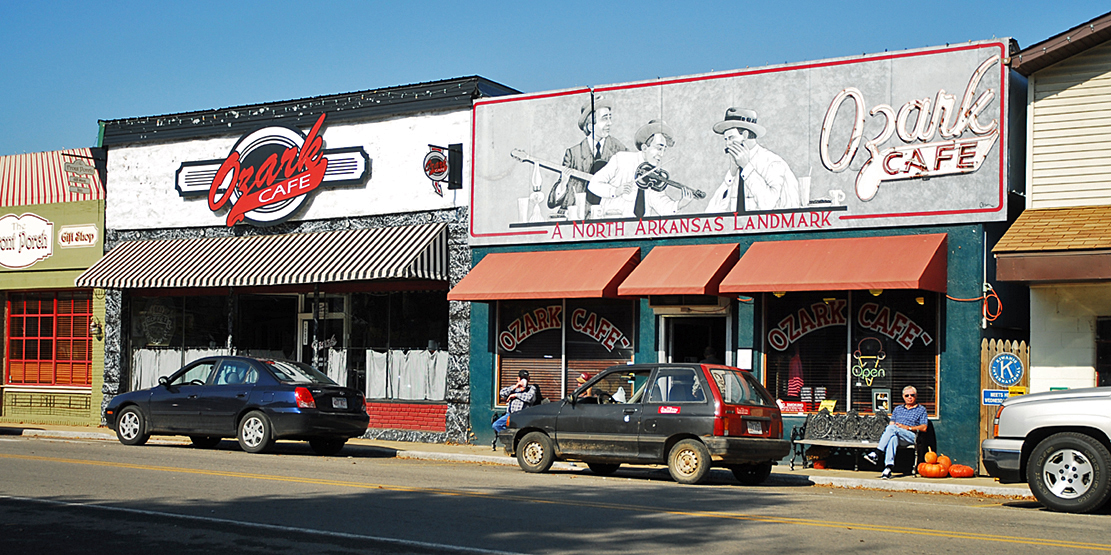
Centre historique de Jasper.
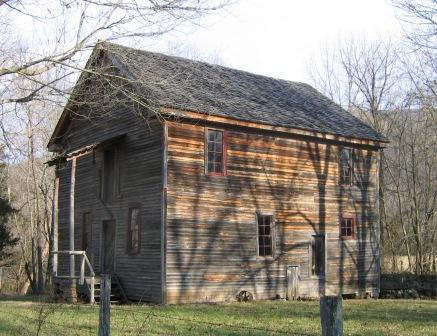
Villines Mill, moulin à eau
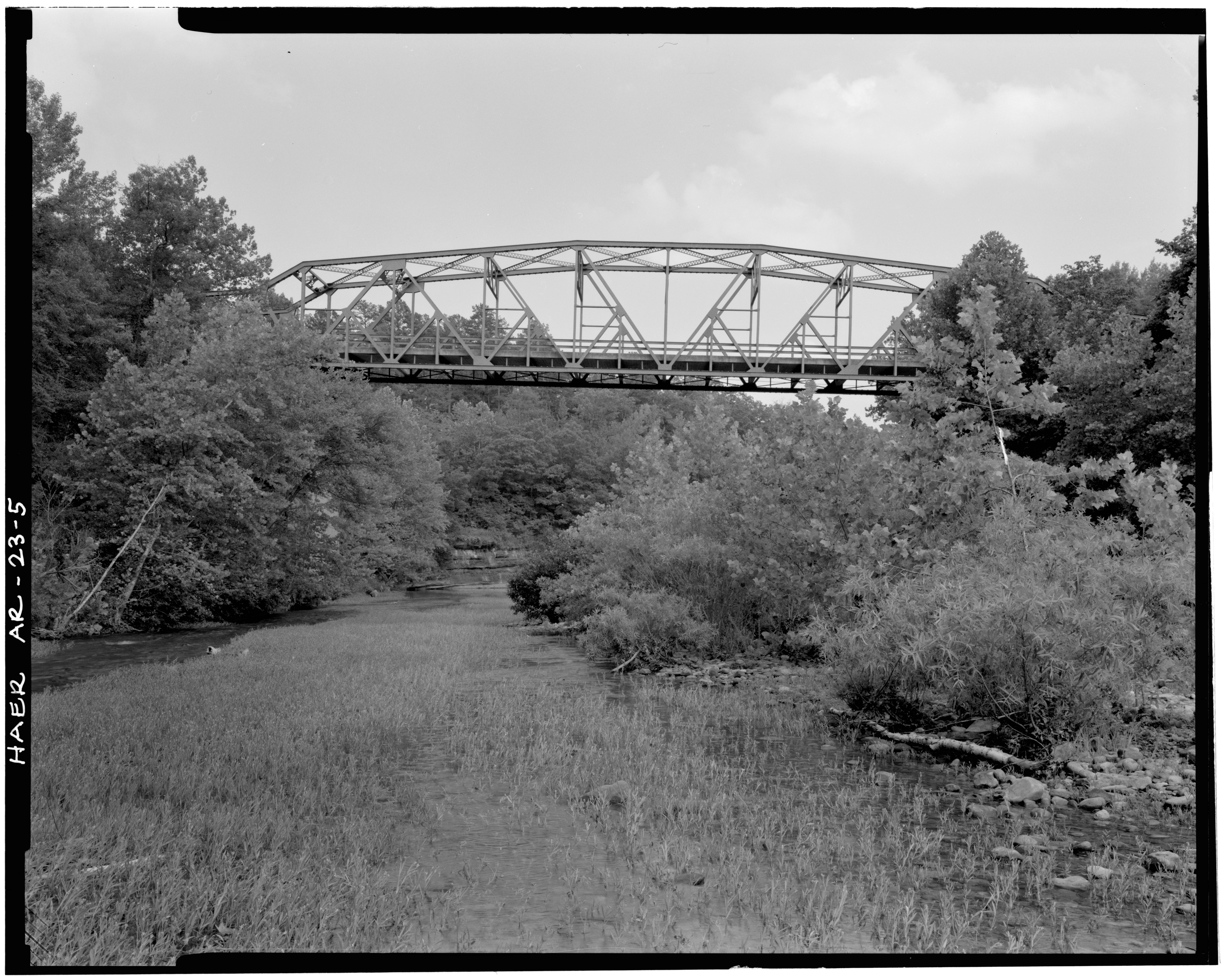
Pont sur la rivière Buffalo.
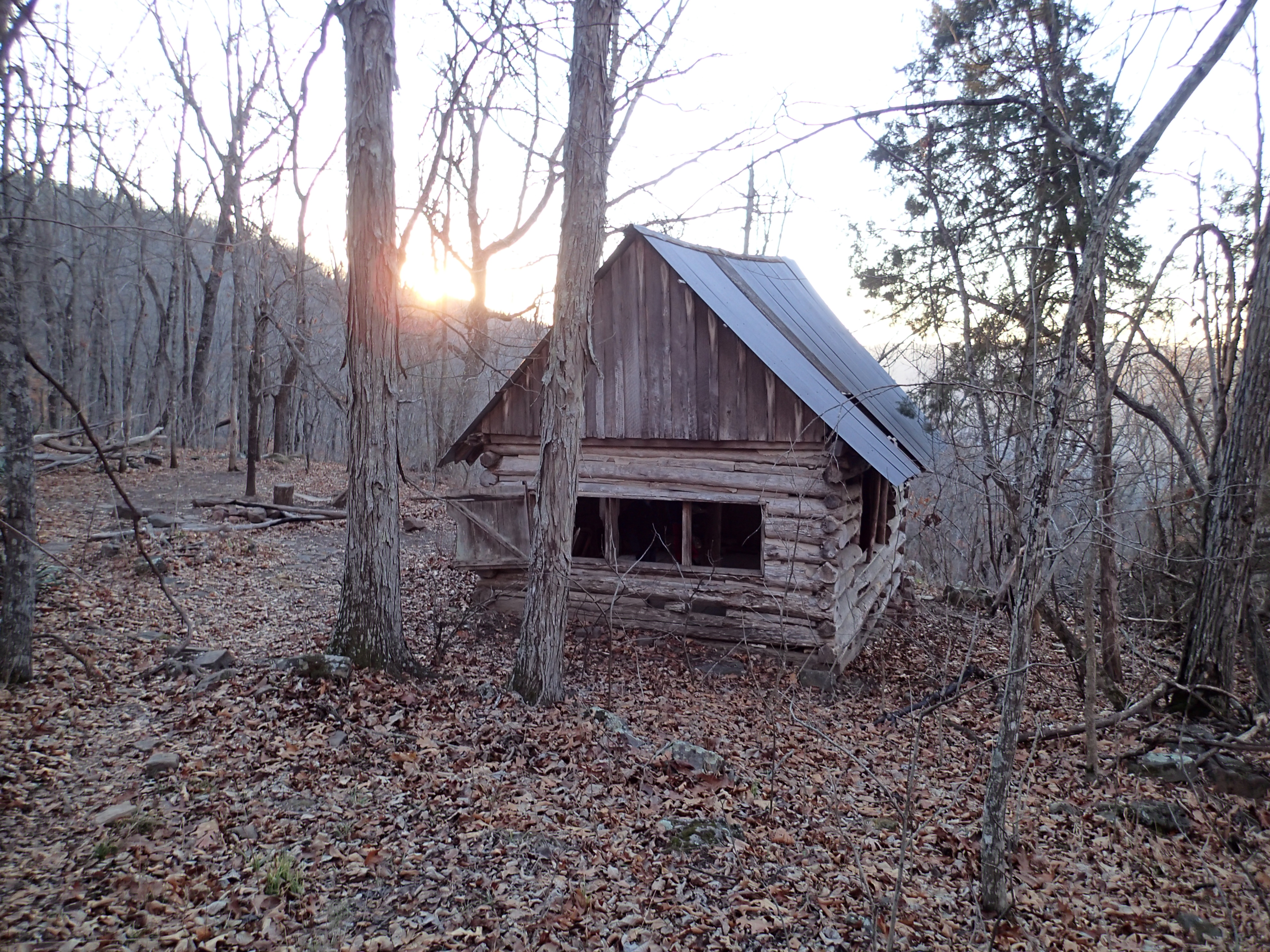
Flowers Cabin.

## Démographie
Au recensement de 2010, il comptait 8 330 habitants.
| 1850  | 1860  | 1870  | 1880  | 1890  | 1900   |
| ----- | ----- | ----- | ----- | ----- | ------ |
| 1 758 | 3 393 | 4 374 | 6 120 | 9 950 | 12 538 |

| 1910   | 1920   | 1930   | 1940   | 1950  | 1960  |
| ------ | ------ | ------ | ------ | ----- | ----- |
| 10 612 | 11 199 | 10 564 | 10 881 | 8 685 | 5 963 |

| 1970  | 1980  | 1990  | 2000  | 2010  | - |
| ----- | ----- | ----- | ----- | ----- | - |
| 5 844 | 7 756 | 7 666 | 8 608 | 8 330 | - |